# Aibom
Aibom ist ein Dorf in der papua-neuguineischen Provinz East Sepik.
Das Dorf Aibom befindet sich am südlichen Rand des Mittelsepik-Gebietes, zwischen dem Sepik und dem Chambri-See, am Fuß eines der im Sepikbecken vereinzelt gelegenen Hügels. Der südliche Teil des Dorfes liegt direkt am Fluss Kumalio, der den Chambri-See mit dem Sepik verbindet.
Das Land südlich des Sepik ist von zahlreichen schmalen Wasserläufen, versumpften Gebieten, sowie kleineren und größeren offenen Wasserflächen von meist geringer Tiefe geprägt. Die Niederschlagsmengen, die jährlich in der Regenzeit fallen, lassen den Sepik zwischen Dezember und Mai oft monatelang kilometerweit über die Ufer treten und verwandeln das Land in eine große Wasserfläche, aus der nur wenige Hügel, wie der von Aibom, herausragen.
Wegen seiner Tonvorkommen gilt das Iatmul sprechende Dorf Aibom als bedeutendster Ort der Töpferwarenherstellung und des Töpferwarenhandels im Sepikgebiet. Die Produkte werden nicht nur in den Dörfern am Mittellauf, sondern darüber hinaus auch nördlich und südlich des Flusses, sowie zum Teil auch am Unterlauf verwendet. Das Handelssystem beruht vorwiegend auf Markttagen, die in Aibom selbst sowie in der Umgebung nahe den Siedlungen am Mittleren Sepik abgehalten werden.
Die Herstellung der Tonwaren gehört generell zum Tätigkeitsbereich der Frauen, Verzierung und Bemalung sind zum Teil auch Aufgabe der Männer. Kamine, Kochtöpfe und andere Gefäße werden in Aufbaukeramik von den Frauen getöpfert und in offenen Feuerplätzen gebrannt.
Die weibliche Gottheit Yuman Wusmangge ist als Schöpferin der Töpferei für Aibom von besonderer Bedeutung.